# Kawamura Sumiyoshi
Kawamura Sumiyoshi (川村 純義?; Kagoshima, 18 dicembre 1836 – Tokyo, 12 agosto 1904) è stato un ammiraglio e samurai giapponese.

## Biografia
Inizialmente era un samurai del dominio di Satsuma. Combatté nella guerra Boshin, e quando nel 1872 venne fondata la marina imperiale giapponese vi entrò subito a far parte, divenendo un importante funzionario del Ministero della Marina. Fu uno dei fautori del rinnovamento Meiji e della modernizzazione del Giappone.
Pur non avendo ufficialmente un grado, detenne il comando della flotta giapponese durante la ribellione di Satsuma, assistendo l'esercito terrestre nella sua repressione nella battaglia di Shiroyama, dove i cannoni delle sue navi giocarono un ruolo fondamentale nell'annientare i ribelli (fra cui il suo parente Saigō Takamori, capo della rivolta, che pure negli anni precedenti l'aveva favorito). In precedenza aveva cercato di mediare col governatore di Satsuma per una risoluzione pacifica, ma senza successo. Come ricompensa, l'anno successivo venne promosso ministro della Marina, pur rimanendo formalmente sottoposto al ministro della Guerra, rimanendolo fino al 1885. Insofferente agli altri oligarchi nipponici della corte imperiale, ne prese presto le distanze e la sua carriera politica venne infine interrotta dai suoi avversari all'interno del Ministero della Guerra.
Fattosi particolarmente vicino alla famiglia imperiale giapponese, divenne un consigliere privato dell'imperatore Meiji. Nel 1901 divenne quindi educatore del nipote di Meiji, il futuro imperatore Hirohito, ma morì pochi anni dopo nel 1904. Postumamente gli venne assegnato il grado di ammiraglio, unico caso della storia giapponese in cui ciò non sia avvenuto per una morte in battaglia.